# Associação Esportiva Velo Clube Rioclarense
L'Associação Esportiva Velo Clube Rioclarense, noto anche semplicemente come Velo Clube, è una società calcistica brasiliana con sede nella città di Rio Claro, nello stato di San Paolo.

## Storia
Il club è stato fondato il 28 agosto 1910. Ha vinto il Campeonato Paulista do Interior nel 1925.

## Palmarès

### Competizioni statali
- Campeonato Paulista do Interior: 1

1925
- Campeonato Paulista Série A2: 1

2024
- Campeonato Paulista Série A3: 1

2020